# كولن ماكدوغال
كولن ماكدوغال هو محامي وسياسي كندي، ولد في 3 مارس 1834 في كندا، وتوفي في 25 أكتوبر 1901 في سانت توماس في كندا. حزبياً، نشط في الحزب الليبرالي الكندي. وقد انتخب عضو مجلس العموم الكندي.